# Nick Peterson

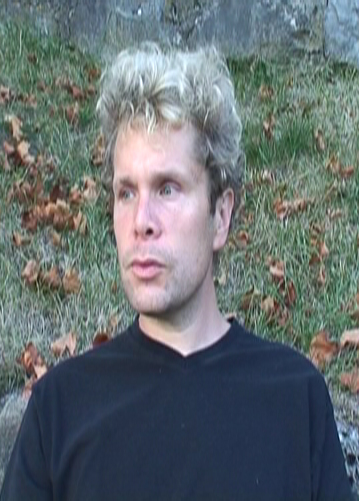
Nick Peterson em 2010

Nick Peterson, também chamado de Virtual Alien e Old Nick (Perth, Escócia, 24 de janeiro de 1973) é um músico e diretor de cinema escocês. Ele começou sua carreira aos 14 anos de idade em (1987) como cantor e compositor.  Gravou vários discos War of Love , King of the World, Old Nick entre outros.
Em 1997, dirigiu seu primeiro longa-metragem e passou a escrever e dirigir doze filmes e documentários:

## Discografia

### Álbuns
- 1987 : Old Nick
- 1988 : War of Love
- 1989 : Devil Inside
- 1992 : King of the World
- 1995 : The White and Black Side
- 1997 : Loud Mouth
- 2000 : V.A. Presents Old Nick
- 2001 : Debut de Siecle
- 2002 : Dance
- 2005 : Soundtrack: Music for Films
- 2007 : Speed of Light: Soundtrack - Live
- 2009 : Debut

### Filmes
- 1997 : With a Mouse (to your mouth) de Nick Peterson
- 1999 : Digital Broadcast de Nick Peterson
- 2001 : Scary Monsters de Nick Peterson
- 2001 : Quick Step Beyond de Nick Peterson
- 2003 : Est de Nick Peterson (TV)
- 2005 : Burning from the Inside de Nick Peterson
- 2006 : In and Out of Planet Earth de Nick Peterson
- 2007 : Speed of Light de Nick Peterson
- 2010 : Writing on the Wall de Nick Peterson